# Varbergs simstadion

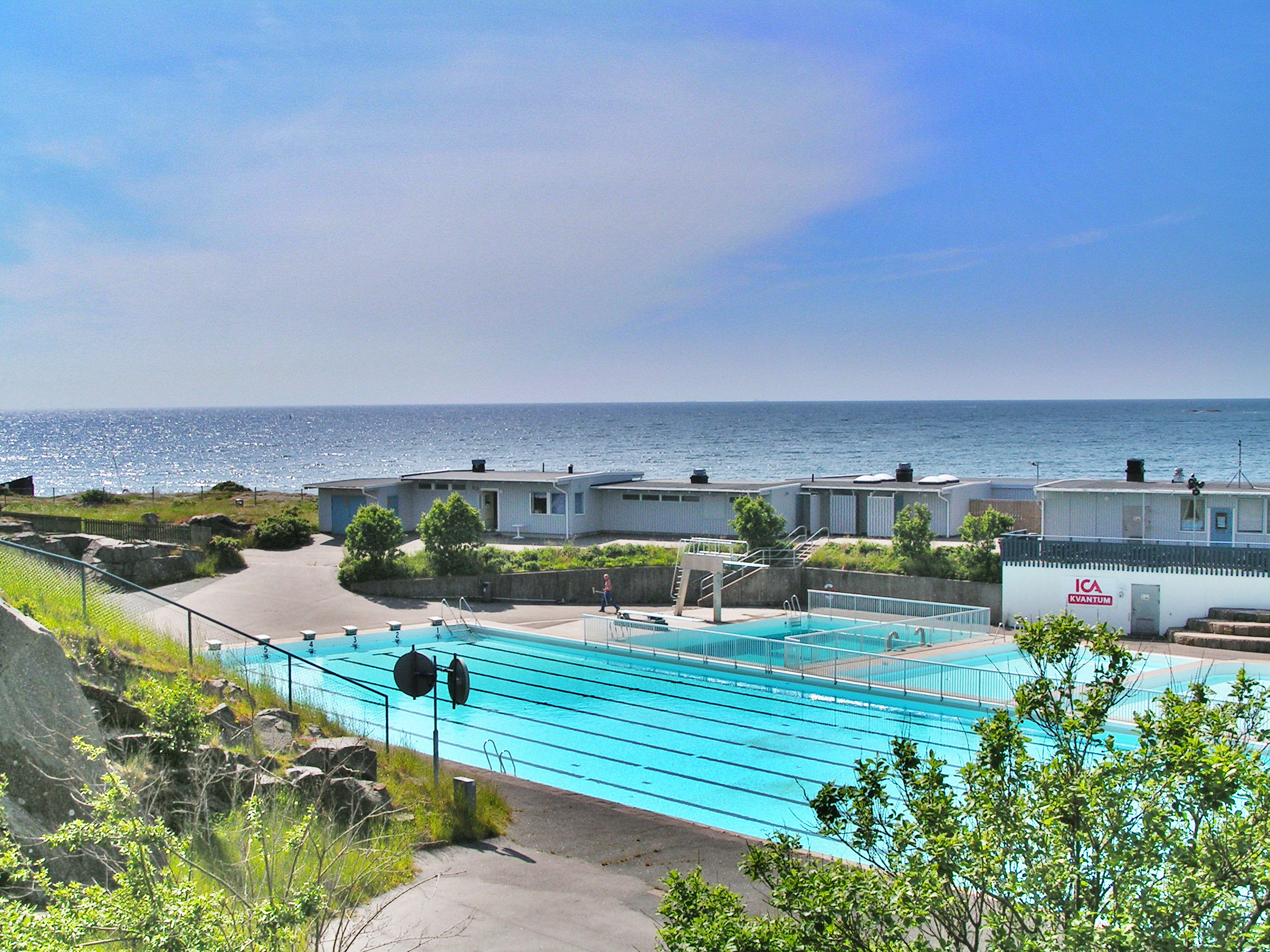
Varbergs Simstadion

Varbergs simstadion anlades på 1930-talet i en del av det gamla stenbrottet vid Rantzauklippan i Varberg. Här finns 50-meters bassäng, två barnbassänger och bassäng med 1- och 3-meters svikt. Samtliga med uppvärmt havsvatten från det intilliggande Kattegatt.
1961 hölls SM-simningar i Varbergs simstadion, som 2003 upptogs på Riksidrottsförbundets lista över "Idrottshistoriska platser" i Sverige.